# Seznam antiochijských patriarchů
Antiochijský patriarchát patří k původním patriarchátům raného křesťanstva. Roku 544 Jakub Baradaios vysvětil pro antiochijský stolec Sergia z Telly. Až do tohoto roku syrská církev a pravoslaví uznávají tytéž patriarchy, od tohoto data uznávají pouze vlastní seznamy: ty zachycuje seznam řeckých antiochijských patriarchů a seznam syrských antiochijských patriarchů. V letech 1100 až 1268 obsazovala úřad antiochijského patriarchy i západní církev; viz Seznam latinských antiochijských patriarchů.
- sv. Petr asi 37 – asi 53
- sv. Euodias asi 53 – asi 68
- sv. Ignác z Antiochie asi 68 – 107
- sv. Hero 107 – asi 127
- Cornelius asi 127 – asi 154
- Eros asi 154 – asi 169
- sv. Thelofios z Antiochie asi 169 – 182
- Maximos I. 182 – 191
- sv. Serapion 191 – 211
- sv. Askelpiadés 211 – 220
- Filétos 220 – 231
- Zebinnos 231 – 237
- sv. Babylas 237 – 253
- Fabios 253 – 256
- Démetrios 256 – 260
- Pavel ze Samosaty 260 – 272
- Domnos I. 268 – 273
- Timaios 273 – 282
- Kyrillos 283 – 303
- Tyrannos 304 – 314
- Vitalis 314 – 320
- sv. Filogonos 320 – 323
- Paulinos z Týru 323 – 324
- sv. Eustathius 324 – 337
- Eulalios 331 – 333
- Eufornios 333 – 334
- Filaklos 334 – 342
- Stefanos I. 342 – 344
- Leontios 344 – 357
- Eudoxios 358 – 359
- Euzoios 360
- sv. Melétios z Antiochie 361 – 381
- Flavianos I. z Antiochie 381 – 404
- Porfyros z Antiochie 404 – 412
- Alexander z Antiochie 412 – 417
- Theodotos 417 – 428
- Jan I. 428 – 442
- Domnos II. 442 – 449
- Maximos II. 449 – 455
- Basil 456 – 458
- Akakios 458 – 461
- Martyrios 461 – 465
- Petr II. 465 – 466
- Julianos 466 – 476
- Petr II. (podruhé) 476 – 488
- Jan II. 488 – 490
- Stefanos II. 490 – 495
- Kallandion 495 – 496
- Palladios 496 – 498
- Flavianos II. 498 – 512
- Severos z Antiochie 512 – 538 (sesazen 518, v egyptském exilu však byl uznáván mnoha syrskými křesťany jako právoplatný patriarcha až do roku 538)
- Pavel I. 518 – 521
- Eufrosios 521 – 528
- Efrém z Amidu 528 – 546